# Tipula hutchinsonae
Tipula hutchinsonae är en tvåvingeart som beskrevs av Alexander 1936. Tipula hutchinsonae ingår i släktet Tipula och familjen storharkrankar. Inga underarter finns listade i Catalogue of Life.